# Сосновка 1-я
Сосновка 1-я — деревня в Петровском районе Саратовской области, входит в состав Пригородного муниципального образования (сельского поселения).

## География
Находится на расстоянии примерно 7 километров по прямой на юго-запад от районного центра города Петровск. На восточной окраине деревни находится железнодорожная платформа 52 километр. 

## История
Официальная дата основания 1902 год. По другим данным, деревня была основана пахотными солдатами в 1748–1762 годах. В канун отмены крепостного права в деревне насчитывалось 42 двора и 245 жителей.

## Население
Постоянное население составило 64 человека (русские 76%) в 2002 году, 67 в 2010.